# 弗萊塔灣
69°45′S 37°12′E / 69.750°S 37.200°E
弗萊塔灣是南極洲的海灣，位於呂佐夫-霍爾姆灣西南岸，處於博特內塞特半島以西，該海灣根據挪威探險隊拍攝的空中照片被繪入地圖。